# Jun
Jun er en by og kommune i det sydøstlige Spanien i provinsen Granada. Den har et indbyggertal på 4.145 (2024) indbyggere.